# Brock Lesnar
Brock Edward Lesnar (* 12. července 1977 Webster, Jižní Dakota) je americký profesionální wrestler, bývalý MMA bojovník a bývalý americký fotbalista.

## Životopis
Brock Lesnar se narodil ve Websteru v Jižní Dakotě. Již na střední škole se věnoval zápasu, u kterého zůstal až do roku 2000. Během roku 2000 se dostal do asociace Ohio Valley Wrestling. Dva roky na to se dostal do World Wrestling Entertainment (tehdy World Wrestling Federation).

## Wrestlingová kariéra
V roce 2000 podepsal smlouvu s World Wrestling Federation (WWF, v roce 2002 přejmenovanou na WWE) a v polovině roku 2002 se dostal do popředí organizace, když ve věku 25 let vyhrál šampionát WWE a vytvořil tak rekord jako nejmladší zápasník, který tento šampionát vyhrál. 
V roce 2004 opustil WWE a připojil se k týmu Minnesota Vikings v National Football League (NFL), ale během předsezónní přípravy byl z týmu vyřazen. Vrátil se k wrestlingu a v roce 2005 podepsal smlouvu s NJPW, kde vyhrál IWGP Heavyweight Championship. Později společnost opustil NJPW a pokračoval v kariéře jako IWGP Heavyweight Champion v IGF, než si dal pauzu od wrestlingu, aby se věnoval kariéře v smíšených bojových uměních (MMA). 
V roce 2012 podepsal novou smlouvu s WWE. Známým se stal svým držením pásu  WWE Universal Championship, který dohromady držel třikrát. Dvakrát vyhrál také zápas Royal Rumble (2003 a 2022), zápas Money in the Bank (2019), turnaj King of the Ring (2002) a byl hlavním aktérem několika pay-per-view událostí, včetně pěti ročníků vlajkové události WWE WrestleMania (19, 31, 34, 36 – Night 2 a 38 – Night 2), devětkrát SummerSlam (2002, 2012, 2014, 2015, 2016, 2017, 2018, 2019 a 2022).
Kromě toho také ukončil sérii neporažených zápasů The Undertakera na WrestleManii v roce 2014.

## Kariéra v MMA
V roce 2006 se začal plně věnovat MMA kde se velice rychle prosadil a po prvním zápase putoval do nejprestižnější organizace UFC. V jeho teprve čtvrtém zápase vybojoval proti Randy Couturemu titul šampiona těžké váhy UFC. O ten v říjnu 2010 přišel v zápase proti Cainu Velasquezovi.
Do oktagonu se vrátil až za rok v zápase proti Alistairu Overeemovi, který prohrál na následky kopů na tělo. Po zápase oznámil ukončení kariéry v MMA a vrátil se zpět do WWE.
Po pěti letech se do UFC vrátil zpět. Tentokrát proti Marku Huntovi. Lesnar Hunta porazil na body, ale po několika týdnech se zjistilo že Brock Lesnar měl v těle velké množství zakázané látky. Zápas byl změněn na no contest (bez výsledku). Jeho MMA skóre je 5 výher a 3 prohry.

## Finishery & Signatures
- Finishery
  - Brock Lock (2002–2004), F-5, Kimura lock, Shooting star press

- Signature Chvaty
  - Suplex City (3x German Suplex za sebou), Powerbombs (3 Powerbomby za sebou)

## Tituly
- UFC Heavyweight Championship (1krát)
- Submission of the Night (1krát)
- IWGP Heavyweight Championship (1krát)
- IWGP Heavyweight Championship (1krát)
- OVW Southern Tag Team Championship (3krát)
- WWE Championship (7krát)
- WWE Universal Championship (3krát)
- King of the Ring (2002)
- Money in the Bank (2019)
- Royal Rumble (2003, 2022)
- Slammy Award (5krát)